# Universidad Francisco Marion
La Universidad Francis Marion (en inglés: Francis Marion University) es una universidad pública cerca de Florence, Carolina del Sur. Recibe su nombre en honor al general de brigada de la Guerra Revolucionaria estadounidense Francis Marion.

## Historia
La universidad se remonta a 1957, cuando la Universidad de Carolina del Sur estableció una universidad para estudiantes de primer año en un sótano de la Biblioteca del Condado de Florence. Unos años más tarde, en 1961, USC-Florence se estableció en un terreno donado por la familia Wallace seis millas al este de Florence, Carolina del Sur. Animado por estos éxitos, un grupo de ciudadanos del área de Florencia continuó presionando para que se estableciera una universidad de cuatro años en Florencia para permitir un mejor acceso a la educación superior para la gente de esa área. El USC-F existente era una base obvia para una nueva institución. Después de varios años de cabildeo, el gobernador Robert E. McNair promulgó una ley que creó Francis Marion College, a partir del 1 de julio de 1970. El recién creado Francis Marion College inscribió inicialmente a 907 estudiantes de 23 de los 46 condados de Carolina del Sur.
En 1992, Francis Marion College alcanzó el estatus de universidad y posteriormente cambió su nombre a Francis Marion University . Hoy, Francis Marion tiene un alumnado de aproximadamente 4.000. FMU atrae a estudiantes de todo el país y de todo el mundo, pero se mantiene fiel a su misión original: educar a la gente de la región de Pee Dee y el estado de Carolina del Sur. La inscripción promedio en el estado del cuerpo estudiantil es del 95 por ciento. Un poco más de la mitad de los estudiantes de FMU provienen de la región de Pee Dee.
Francis Marion es una de las 13 universidades públicas de Carolina del Sur . Sus departamentos académicos están segmentados en tres escuelas (Escuela de Negocios, Escuela de Educación, Escuela de Ciencias de la Salud) y la Facultad de Artes Liberales.
Las Casas de esclavos, Plantación Gregg, ubicadas en el campus de FMU, se incluyeron en el Registro Nacional de Lugares Históricos en 1974.

## Programas académicos

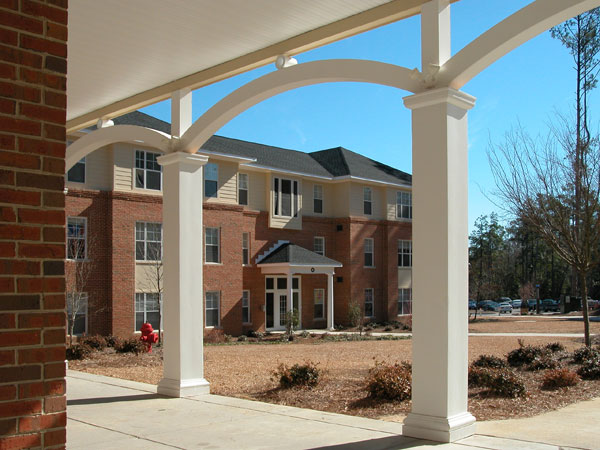
Forest Villas, el complejo de apartamentos de Francis Marion

La Universidad Francis Marion ofrece cinco títulos universitarios: Licenciatura en Artes, Licenciatura en Administración de Empresas, Licenciatura en Estudios Generales, Licenciatura en Ciencias y Licenciatura en Ciencias en Enfermería. Los títulos de posgrado incluyen la Maestría en Artes en Enseñanza, Maestría en Administración de Empresas, Maestría en Educación, Maestría en Ciencias en Psicología Aplicada (pistas de psicología clínica y escolar) y Especialista en Psicología Escolar. Todos los programas de maestría están acreditados por sus respectivas organizaciones profesionales. En 2017, FMU obtuvo la aprobación de su primer programa de doctorado, un Doctorado en Práctica de Enfermería (DNP). La primera promoción de alumnos del DNP se matriculó en enero de 2018.

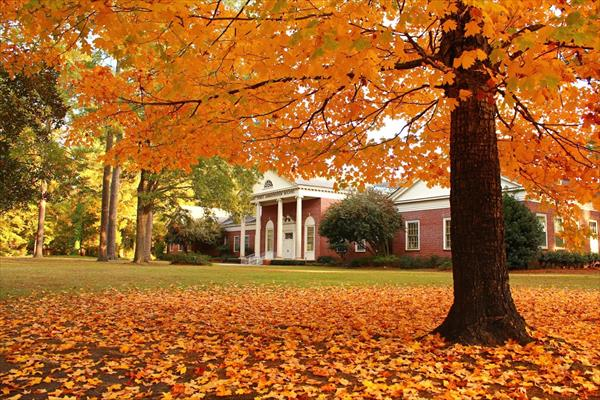
Vista frontal del edificio de administración de Stokes

Francis Marion está acreditado por la Comisión de Colegios de la Asociación Sureña de Colegios y Escuelas (SACS) para otorgar títulos de licenciatura y maestría. Los programas de negocios están acreditados por la Asociación para el Avance de las Escuelas Universitarias de Negocios (AACSB). Los programas de formación docente de la universidad están acreditados por el Consejo Nacional para la Acreditación de la Formación Docente (NCATE) y aprobados por la Junta de Educación del Estado de Carolina del Sur según los estándares desarrollados por la Asociación Nacional de Directores Estatales de Formación y Certificación Docente (NASDTEC). El programa de licenciatura en enfermería está acreditado por la Liga Nacional de Enfermería. El programa de química está aprobado por el Comité de Formación Profesional de la Sociedad Química Americana. El programa de posgrado en psicología está acreditado por el Consejo de Acreditación de Maestría en Psicología (MPAC) y cumple con los estándares de capacitación aprobados por el Consejo de Programas de Maestría Aplicada en Psicología (CAMPP). El Programa de Maestría en Ciencias en Psicología Aplicada está acreditado por la Junta Interorganizacional para la Acreditación de Programas de Maestría en Psicología (IBAMPP). El programa de artes teatrales está acreditado por la Asociación Nacional de Escuelas de Teatro (NAST) y los programas de artes visuales y educación artística están acreditados por la Asociación Nacional de Escuelas de Arte y Diseño (NASAD). La universidad está aprobada por la Junta de Educación del Estado de Carolina del Sur y es miembro del Consejo Estadounidense de Educación y de la Asociación Estadounidense de Colegios y Universidades Estatales.

## Campus
Ubicada en una extensión de tierra de 400 acres (162 ha) originalmente incluida en una subvención del Rey de Inglaterra y luego hecha una plantación de algodón por la familia Wallace, la Universidad Francis Marion está situada a 6 millas (9,7 km) al este de Florencia. El campus incluye 100 acres (40 ha) de bosques mixtos de pino, madera dura y tierras bajas a los que se accede por una serie de senderos. La universidad está ubicada en las autopistas US 76 y 301 y está a solo una hora en automóvil de Myrtle Beach y Grand Strand y a cuatro horas de las montañas Blue Ridge. Con una población en el área metropolitana de 200,000 habitantes, la ciudad de Florence se encuentra junto a la Interestatal 95, el corredor principal de norte a sur desde el área de Nueva Inglaterra hasta Miami, y en el extremo este de la Interestatal 20. La ciudad es servida por Amtrak, servicio de autobús y un aeropuerto regional.

### Instalaciones académicas

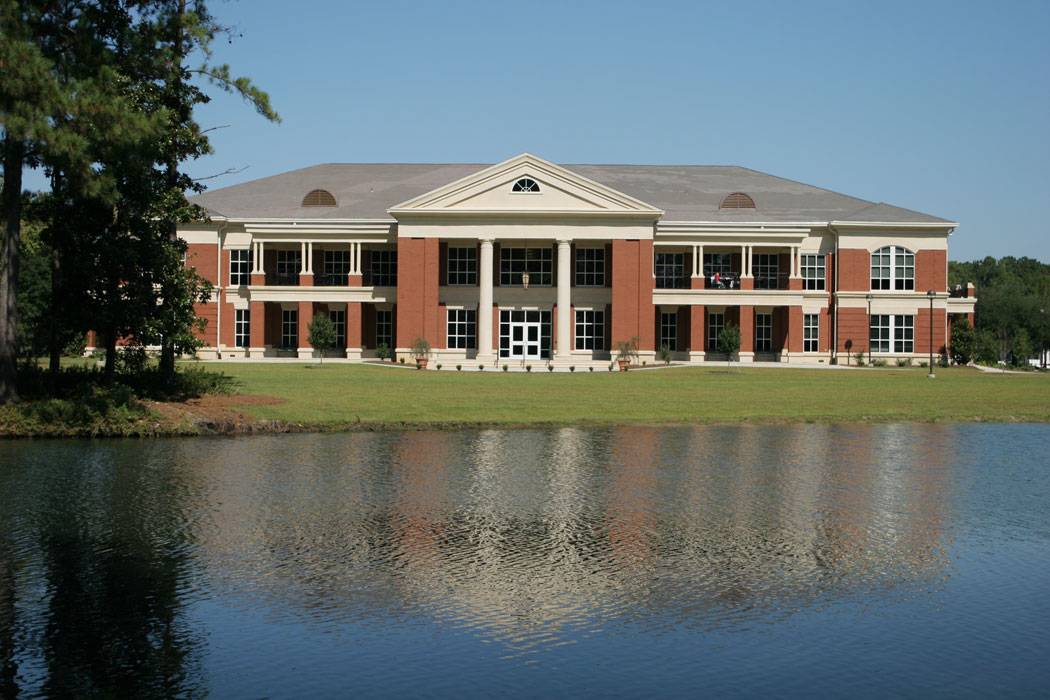
Lee Nursing Building, hogar del Programa de Enfermería de FMU

La planta física de la universidad incluye diez edificios principales: J. Howard Stokes Administration Building, James A. Rogers Library, Robert E. McNair Science Building, Hugh K. Leatherman Sr. Science Facility, Walter Douglas Smith University Center, Founders Hall, John K. Cauthen Educational Media Center (hogar de Cauthen Cafe, que ahora sirve a Starbucks), Peter D. Hyman Fine Arts Center, Thomas C. Stanton Academic Computer Center y Lee Nursing Building. Además, la universidad construyó nuevos apartamentos para estudiantes en el campus en 2006. Francis Marion también alberga un observatorio de dos pisos, equipado con un telescopio reflector de 14 pulgadas (360 mm) y un planetario que ofrece espectáculos públicos dos veces al mes.

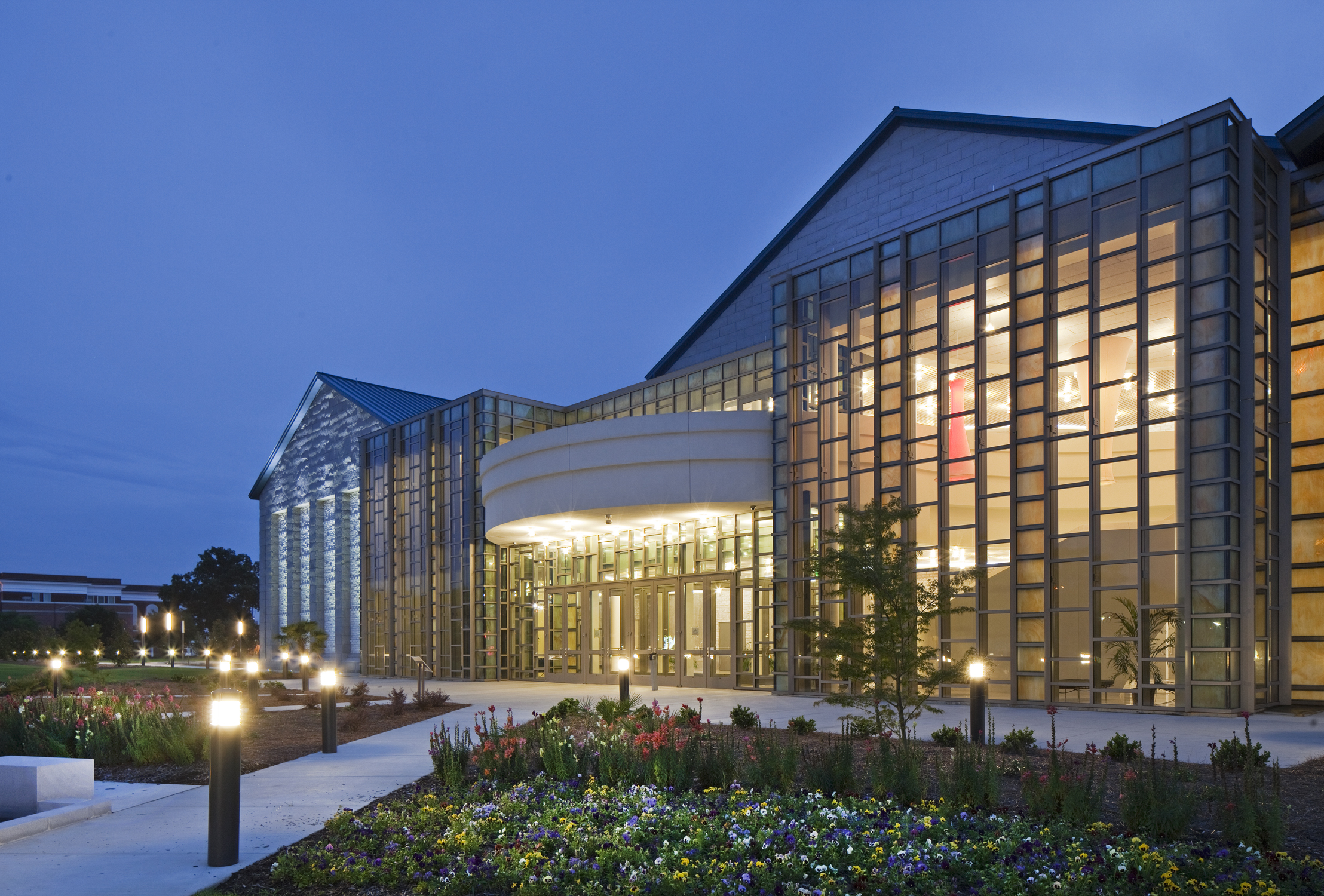
El Centro de Artes Escénicas en el centro de Florencia

La universidad tiene un excelente centro de escritura disponible para uso de los estudiantes y la comunidad de FMU durante todo el año escolar; el centro brinda asistencia en línea y presencial para los estudiantes que trabajan en tareas de escritura para cualquier clase. Además, el Departamento de Inglés de FMU ofrece especializaciones en artes liberales, educación y escritura profesional, y también organiza un Festival de Ficción y Poesía cada otoño.
Francis Marion también tiene el Centro Richardson para el Niño, un centro de cuidado infantil para profesores, personal y estudiantes.
Terminado en el verano de 2011, el Centro de Artes Escénicas FMU está ubicado en el centro de Florencia. Proporciona lugares de actuación para la región con artistas nacionales, regionales y locales. Además, el Centro de Artes Escénicas ofrece instalaciones educativas, salas de práctica y oficinas de profesores para el Programa de la Industria Musical ofrecido por el Departamento de Bellas Artes de FMU.
El Complejo Atlético Griffin, ubicado cerca del campus principal de FMU, abrió sus puertas en 2012. El complejo incluye nuevos estadios de béisbol, softbol y fútbol, una casa de campo y un lago de cinco acres.

## Facultad
A partir de 2011 -12, FMU tiene un total de 262 profesores. 198 de esos profesores son de tiempo completo. Todos los miembros de la facultad tienen títulos avanzados y el 79 por ciento de la facultad de tiempo completo tiene títulos de doctorado o terminales. El tamaño promedio de la clase es de 21 estudiantes. A todos los estudiantes se les asigna un asesor de la facultad (en su plan de estudios) para ayudarlos con la programación de clases y la planificación académica.

## Atletismo
El programa de atletismo Francis Marion es miembro de la Conference Carolinas (CC) de la División II de la NCAA, que consta de 13 escuelas miembros en Georgia, Carolina del Norte, Carolina del Sur y Tennessee. FMU se unió a CC después de 31 años en la Conferencia Peach Belt. La escuela patrocina 15 deportes universitarios interuniversitarios; los deportes masculinos son béisbol, baloncesto, campo traviesa, golf, fútbol, tenis y rack y campo bajo techo), y los deportes femeninos son baloncesto, campo traviesa, fútbol, softbol, tenis, atletismo bajo techo y al aire libre (contados por la NCAA como deportes separados) y voleibol. El equipo de golf masculino Patriot compite en la División I de la NCAA como miembro de un solo deporte de la Southland Conference.

## Vida estudiantil
La Universidad Francis Marion alberga numerosas fraternidades y hermandades de mujeres , así como otros clubes y organizaciones en el campus. Las fraternidades y hermandades de mujeres presentes en el campus incluyen:
Consejo Inter-Fraternidad (IFC): Orden Kappa Alpha (Delta Tau), Tau Kappa Epsilon (Tau Sigma)
Conferencia Nacional Panhelénica (NPC): Alpha Delta Pi (Zeta Phi), Kappa Delta (Epsilon Psi), Zeta Tau Alpha (Eta Chi)
Consejo Nacional Panhelénico (NPHC): Alpha Phi Alpha (Kappa Chi), Alpha Kappa Alpha (Iota Xi), Kappa Alpha Psi (Mu Theta), Omega Psi Phi (Lambda Lambda), Delta Sigma Theta (Xi Omicron), Phi Beta Sigma (Pi Chi), Zeta Phi Beta (Xi Nu), Sigma Gamma Rho (Xi), Iota Phi Theta
Otras hermandades y fraternidades afiliadas griegas: Gamma Sigma Sigma (Eta Beta), Lambda Tau Omega (Phonoxy Pi), Delta Sigma Pi (Omicron Upsilon)
Organizaciones no griegas: Patriot Marketing Club, Young Americans for Liberty, Gender-Sexuality Alliance, The American Chemical Society, Baptist Collegiate Ministries, Intramural Council

## Rectores universitarios
La universidad ha tenido cuatro presidentes hasta la fecha: Dr. Walter Douglas Smith (1969 a 1983), Dr. Thomas C. Stanton (1983 a 1994), Dr. Lee A. Vickers (1994 a 1999) y Dr. Luther Fred Carter, el actual presidente.